# 586

## Nașteri
- dată necunoscută: Umar  (d. 644)